# Маршал Югославии
Маршал Югославии (сербохорв. Маршал Југославијe/Maršal Jugoslavije) — высшее воинское звание в Югославской народной армии в 1943—1980 годах.
Известно, что разные формы маршала Югославии были для армии, ВВС и ПВО СФРЮ и ВМС СФРЮ.
Звание присуждается за: «Гениальное операционное управление Народно-освободительной армией СФРЮ и партизанскими отрядами Югославии, а также продемонстрированную настойчивость военно-политического сознания».

## Присвоения

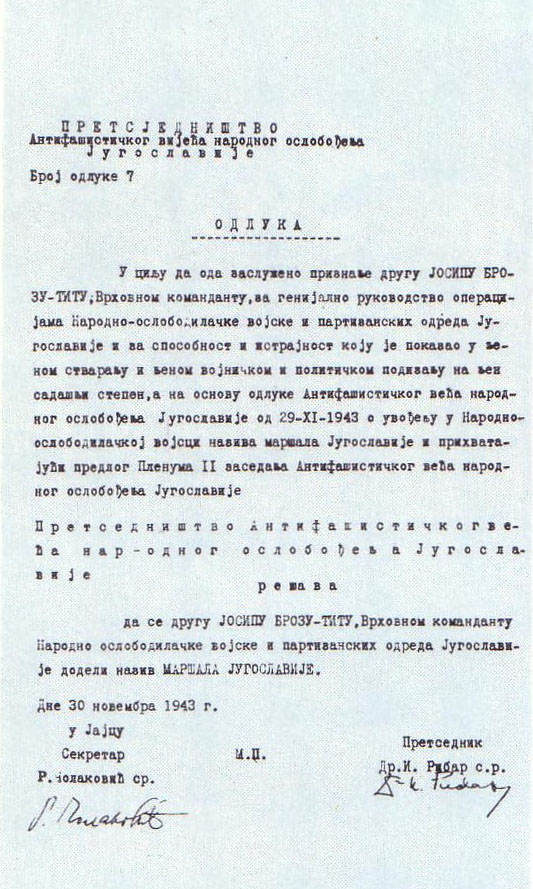
Решение АВНОЮ о присвоении Тито звания Маршала Югославии, подписанное Иваном Рибаром и Родолюбом Чолаковичем

Звание Маршала Югославии стало формально высшим после того, как 24 апреля 1946 года была образована Югославская народная армия (ЮНА) — вооружённые силы СФРЮ. На смену воинским званиям и знакам различия, принятым в Югославской королевской армии, пришли новые звания и знаки различия, заимствованные у советской армии. Единственным обладателем звания маршала СФРЮ был Иосип Броз Тито (звание присвоено 29 ноября 1943 года). Звание было упразднено после смерти Тито.

## Адъютанты маршала
- Милан Жежель (1945—1961)
- Лука Божович (1961—1966)
- Джука Баленович (1966—1971)
- Анджелько Вальтер (1971—1973)
- Марко Рапо (1973—1977)
- Тихомир Вилович (1977—1979)
- Звонимир Костич (1979—1980)

## Галерея

Погон Маршала Югославии для Сухопутных войск ЮНА в 1946—1980 годах
Погон Маршала Югославии для ВВС и войск ПВО СФРЮ в 1946—1980 годах
Погон Маршала Югославии для ВМС СФРЮ в 1946—1980 годах
Нарукавный знак различия Маршала Югославии для Сухопутных войск ЮНА в 1943—1980 годах
Нарукавный знак различия Маршала Югославии для ВВС и войск ПВО СФРЮ в 1943—1980 годах
Нарукавный знак различия Маршала Югославии для ВМС СФРЮ в 1943—1953 годах
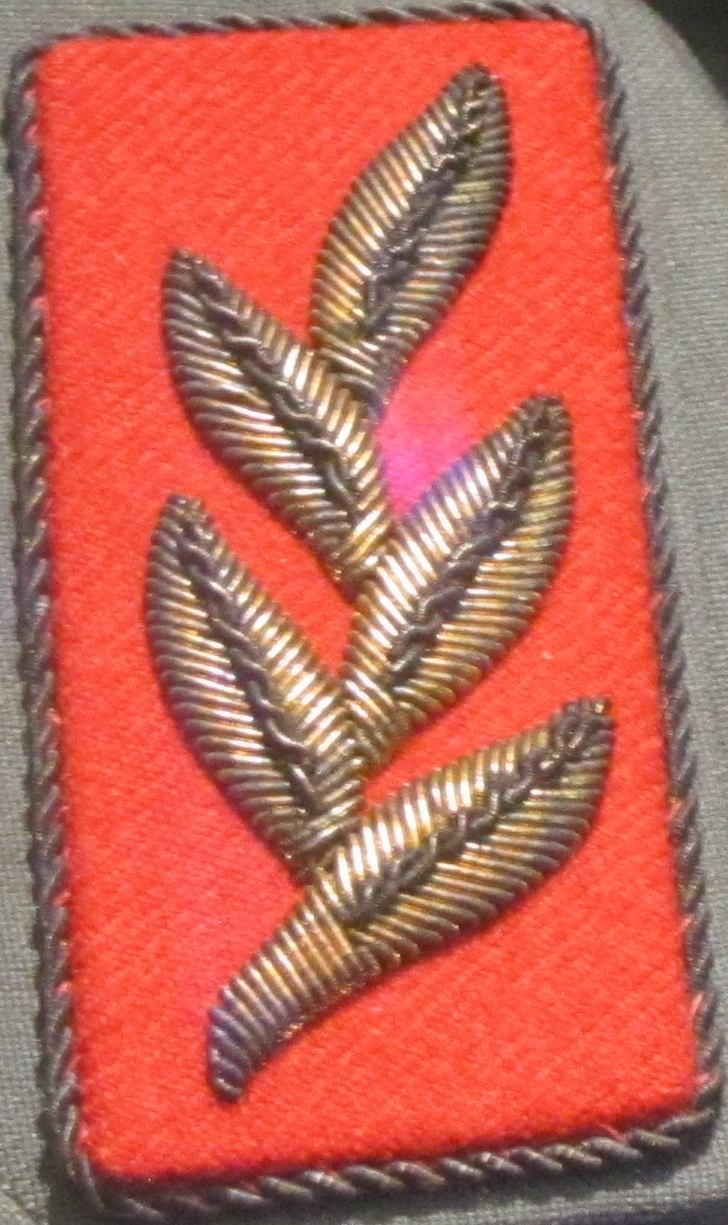
Петлицы на униформу Маршала Югославии для Сухопутных войск ЮНА
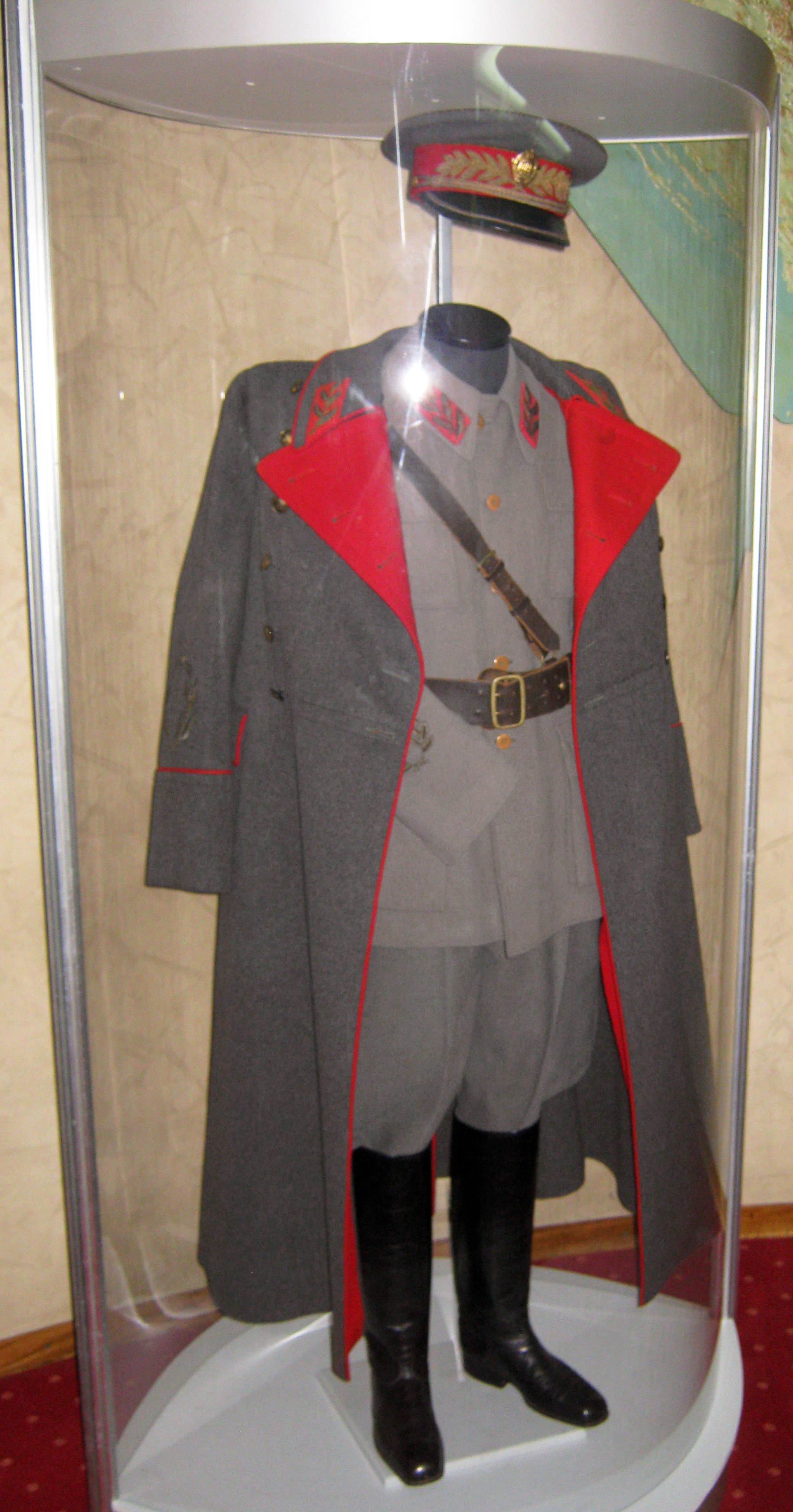
Первый китель Маршала Югославии времён Народно-освободительной войны
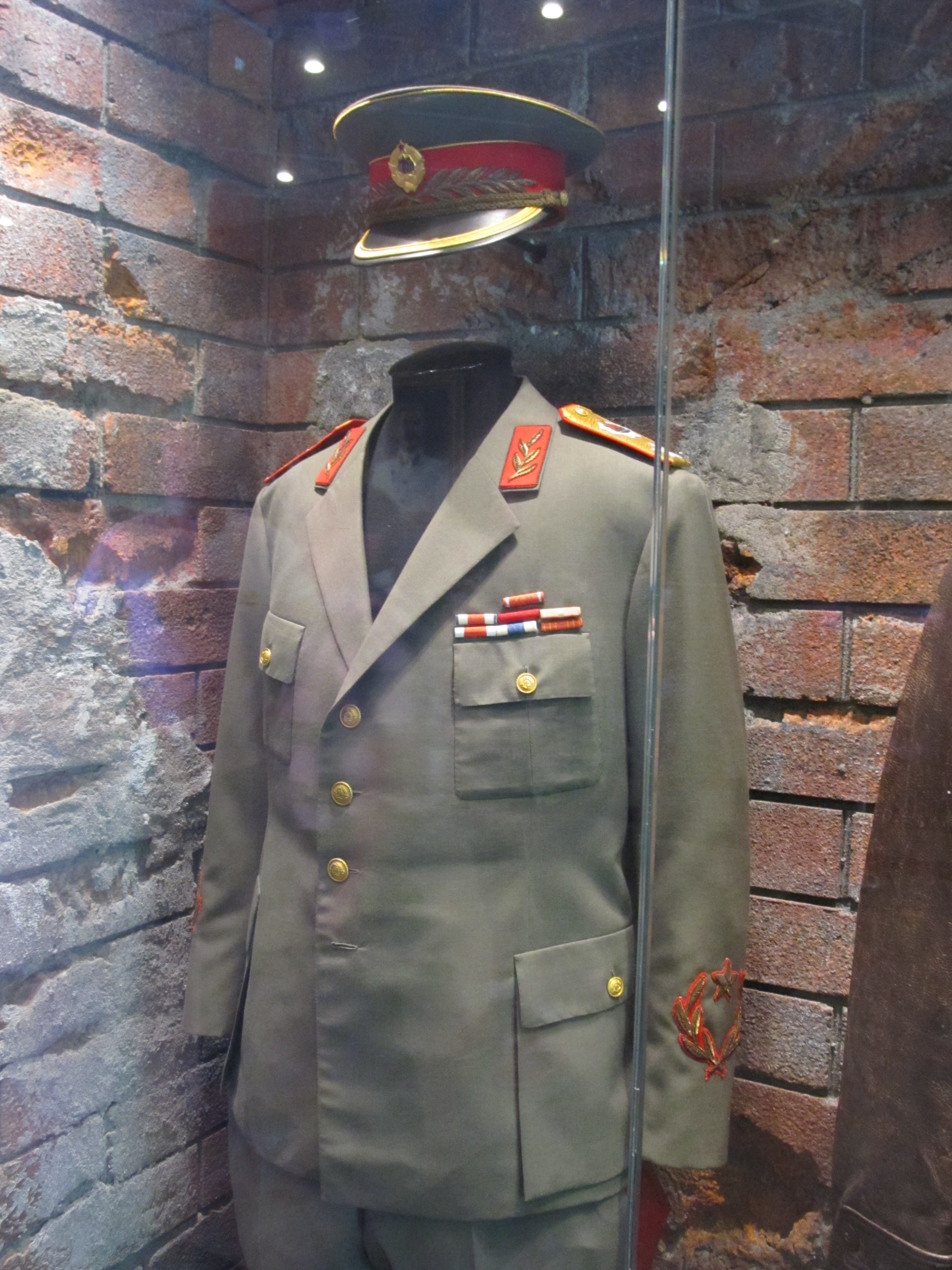
Униформа Маршала Югославии для Сухопутных войск ЮНА
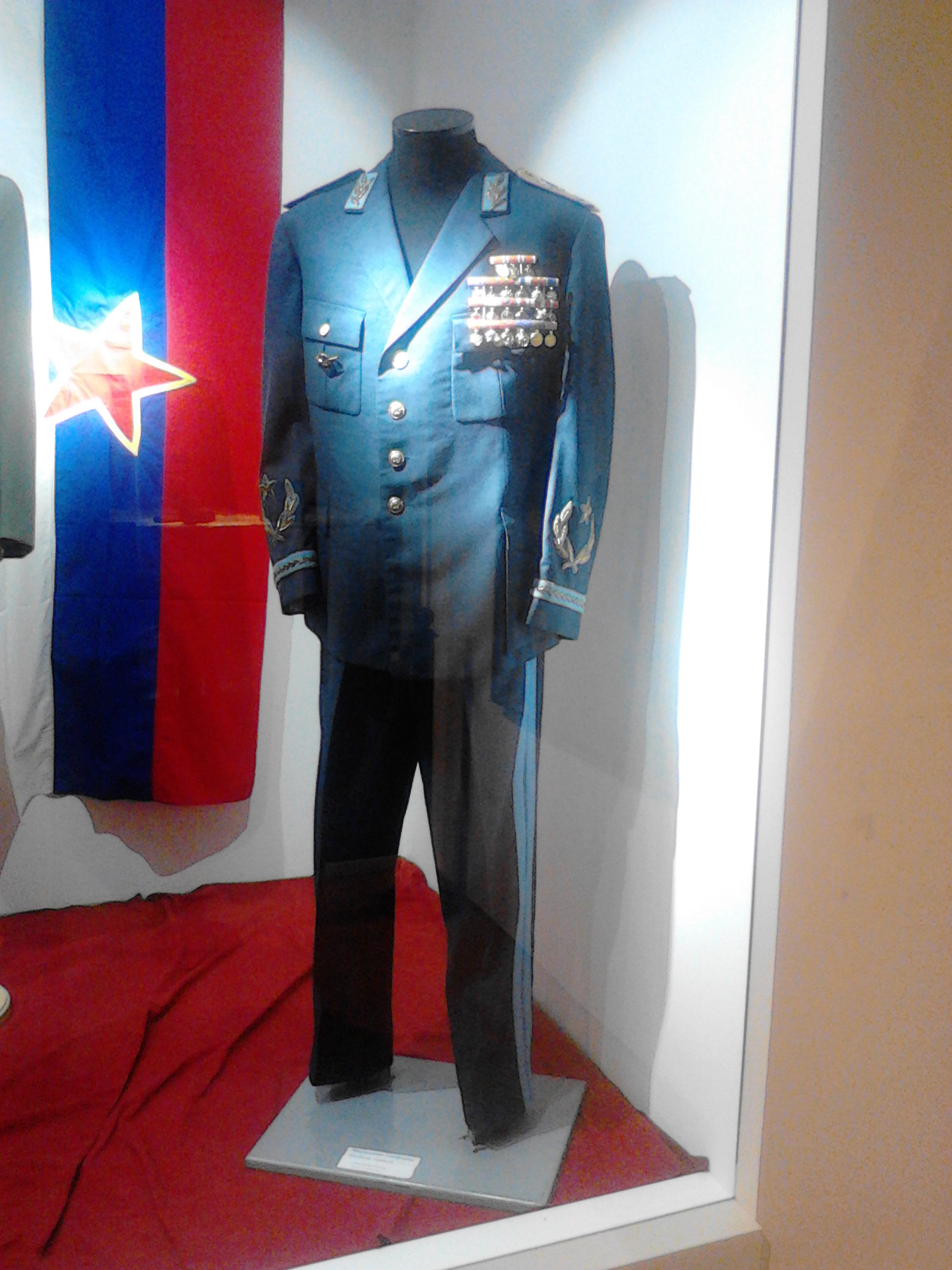
Униформа Маршала Югославии для ВВС и ПВО СФРЮ
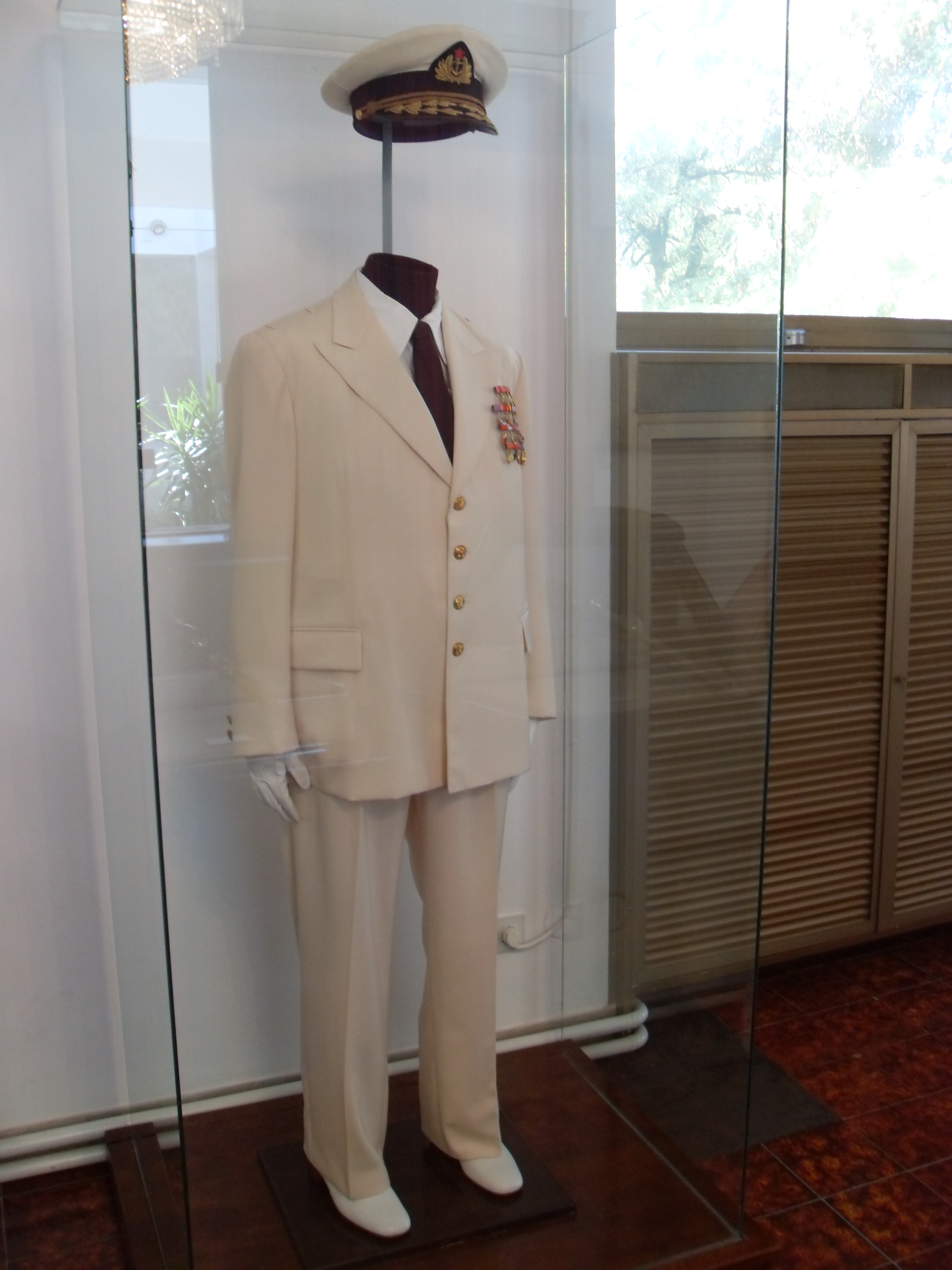
Униформа Маршала Югославии для ВМС СФРЮ